# Tunicina
Tunicina é uma substância isômera da celulose e compostos azotados (polissacarídeo) secretado pelos tunicados, ou ascídias. Essa secreção forma uma túnica resistente que reveste o corpo do animal, conferindo proteção. Pesquisas têm demonstrado que a tunicina é um agente capaz de inibir a proliferação celular, dando novas esperanças à busca da cura do câncer.